# Spheropistha
Genre
Spheropistha est un genre d'araignées aranéomorphes de la famille des Theridiidae.

## Distribution
Les espèces de ce genre se rencontrent en Asie de l'Est et en Australie.

## Liste des espèces
Selon World Spider Catalog (version 25.5, 09/12/2024) :
- Spheropistha huangsangensis (Yin, Peng & Bao, 2004)
- Spheropistha incursa (Gray & Anderson, 1989)
- Spheropistha melanosoma Yaginuma, 1957
- Spheropistha miyashitai (Tanikawa, 1998)
- Spheropistha nigroris (Yoshida, Tso & Severinghaus, 2000)
- Spheropistha orbita (Zhu, 1998)
- Spheropistha pingshan Lin & Li, 2022
- Spheropistha rhomboides (Yin, Peng & Bao, 2004)

## Systématique et taxinomie
Ce genre a été décrit par Yaginuma en 1957. Il est placé dans les Theridiosomatidae par Levi et Levi en 1962 puis dans les Theridiidae par Brignoli en 1981. Il est placé en synonymie avec Argyrodes par Tanikawa en 1998. Il est relevé de synonymie par Agnarsson en 2004.

## Publication originale
- Yaginuma, 1957 : « Two new conopisthine spiders from Japan. » Acta Arachnologica, vol. 15, p. 11-16 (texte intégral).